# Беата Најгамбо
Беата Најгамбо (енгл. Beata Nandjala Naigambo, 11. март 1980) намибијска је атлетичарка специјалиста за трчање на дуге стазе и маратон.
Резултатом, националног рекорда, 2:33:17 на Пјонгјаншком маратону остварила је норму за учешће на Летњим олимпијским играма 2008. у Пекингу, где је била 28. резултатом 2:33:29.
На Светском атлетском првенству у Берлину 2009. била је 24 са личним рекордом 2:33:05. Два месеца касније, победила је и поправила националн рекорд на Ајндховеском маратон са временом од 2:31:01.
Најбољи резултат постигла је на Хамбушком маратону 2010. у времену 2:33:00 када је била трећа.